# Alvesta köping
Denna artikel handlar om den tidigare kommunen Alvesta köping. För orten se Alvesta, för dagens kommun, se Alvesta kommun.
Alvesta köping var en tidigare kommun i Kronobergs län.

## Administrativ historik
När kommunalförordningarna trädde i kraft den 1 januari 1863 inrättades över hela landet cirka 2 400 landskommuner, de flesta av dessa motsvarande en socken. I Aringsås socken i Allbo härad i Småland bildades då Aringsås landskommun. Den framväxande järnvägsknuten Alvesta inrättades som Alvesta municipalsamhälle inom kommunen från den 15 april 1894. Den 1 januari 1945 ombildades Aringsås landskommun till köping med namn efter det samtidigt upplösta municipalsamhället. I köpingen inkorporerades 1952 Lekaryds landskommun och Härlövs landskommun och 1963 Hjortsberga landskommun. Vid kommunreformen 1971 infördes enhetlig kommuntyp och nuvarande Alvesta kommun bildades.
Köpingen hörde till Alvesta församling (den 1 januari 1952 tillkom församlingarna Härlöv och Lekaryd, och den 1 januari 1967 Hjortsberga med Kvenneberga församling) och ingick i Västra Värends tingslag.

## Köpingsvapen
Blasonering: I grönt fält tre bin av guld, ordnade två och ett, och därunder en stam av guld, belagd med ett grönt bevingat hjul.
Vapnet fastställdes för köpingen 1951 och pekar på Alvesta som järnvägsknut; bina symboliserar "industriell flit". Efter kommunbildningen registrerades vapnet 1976. 

## Geografi
Alvesta köping omfattade den 1 januari 1952 en areal av 99,98 km², varav 87,31 km² land.

### Tätorter i köpingen 1960
I Alvesta köping fanns tätorten Alvesta, som hade 5 574 invånare den 1 november 1960. Tätortsgraden i köpingen var då 84,4 procent.

## Politik

### Mandatfördelning i valen 1946–1966
| 3 | 13 | 2 | 3 | 4 |

| 21 | 4 |

|  | 22 | 4 | 7 | 6 |

| 35 |

| 2 | 21 | 4 | 6 | 7 |

| 36 |

| 2 | 20 | 5 | 5 | 8 |

| 35 |

|  | 20 | 8 | 5 | 6 |

| 37 |

| 3 | 15 | 10 | 5 | 7 |

| 35 |